# Grof Saint Germain
Grof Saint Germain (?, o. 1690. - ?, 27. veljače 1784.), europski velikaš, pustolov, glazbenik i alkemičar nepoznata podrijetla. Zbog njegova tajnovitog života, oko njegova lika i života razvila se legenda, koja govori o njegovoj navodnoj dugovječnosti i besmrtnosti.
U europskom društvu pojavio se 1710. godine, po izgledu u već zrelim godinama. Navodno je došao iz Ugarske, bio je imućan, govorio je mnogo jezika, svirao violinu i slikao pa je privukao zanimanje visokog društva. U Veneciji se upoznao s francuskim skladateljom Rameauom, bio je osobni poznanik Madame de Pompadour i samog kralja Luja XV., za kojeg je obavio diplomatske misije u Moskvi, Istanbulu i Londonu. Također, poznavao je Voltairea, Horacea Walpola i Casanovu.
Godine 1761. sudjelovao je u diplomatskoj misiji u Londonu koja je pridonijela potpisivanju Pariškog mira, koji je okončao kolonijalne ratove između Francuske i Velike Britanije. Unatoč svim njegovim sposobnostima i političkim djelovanjima ostao je osobito upamćen zbog svog tajanstvenog podrijetla i života. Povezivalo ga se s alkemijom pomoću koje je tobože stvorio svoje bogatstvo te s okultizmom, dijelom i zbog toga što je poznavao šarlatana grofa Cagliostra. Međutim, ponajviše pozornosti privukla je njegova navodna dugovječnost. U javnosti se zadržao barem do 1782. godine, no bez ikakvog vanjskog znaka starenja, a tvrdilo se da ga se nastavilo viđati sve do 1822. godine.